# Turpinia ternata
Turpinia ternata är en pimpernötsväxtart som beskrevs av Takenoshin Nakai. Turpinia ternata ingår i släktet Turpinia och familjen pimpernötsväxter. Inga underarter finns listade i Catalogue of Life.